# Gustav Adolfs kyrka, Viby
Gustaf Adolfs kyrka är en kyrkobyggnad som tillhör Fjälkinge församling i Lunds stift. Kyrkan ligger i Viby, även benämnt Skånes Viby, 6 kilometer sydost om Kristianstad på vägen mot Åhus.

## Kyrkobyggnaden
Kyrkan som är från slutet av 1100-talet benämndes fram till 1778 Viby kyrka. Sitt nya namn fick kyrkan efter den nyfödde Gustav IV Adolf. Nils Svensson, som var talman för bondeståndet i riksdagen, fick tillstånd av kungen Gustav III att namnge sin hemförsamling efter tronföljaren, som han därtill var fadder för.

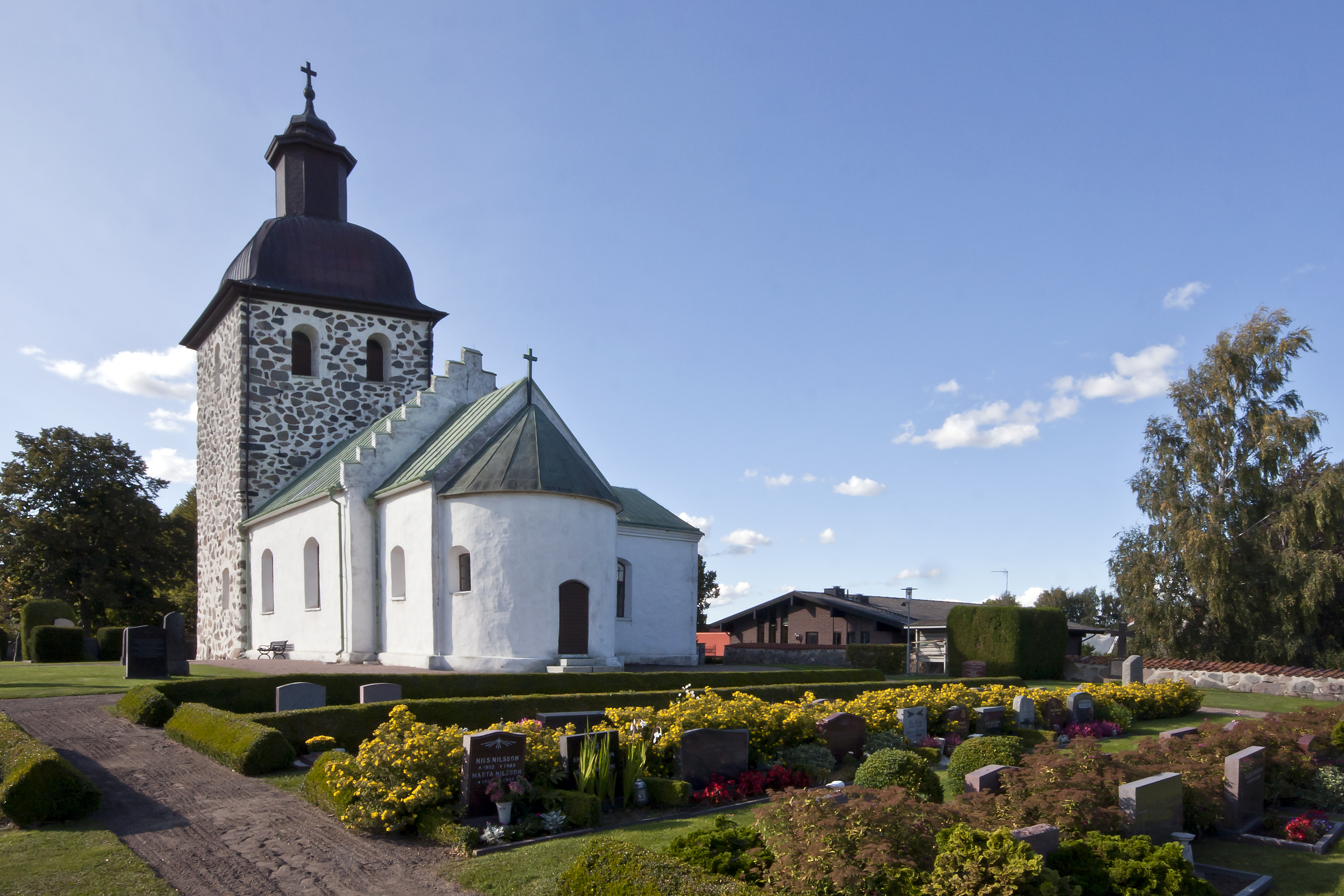
Gustav Adolfs kyrka 2011.

Kyrkan är uppförd av gråsten, men långhus, kor och absid är vitkalkade. Tornet från 1784 ersatte en tidigare klockstapel.
1822 tillkom sidoskeppet, "nykyrkan", i norr.

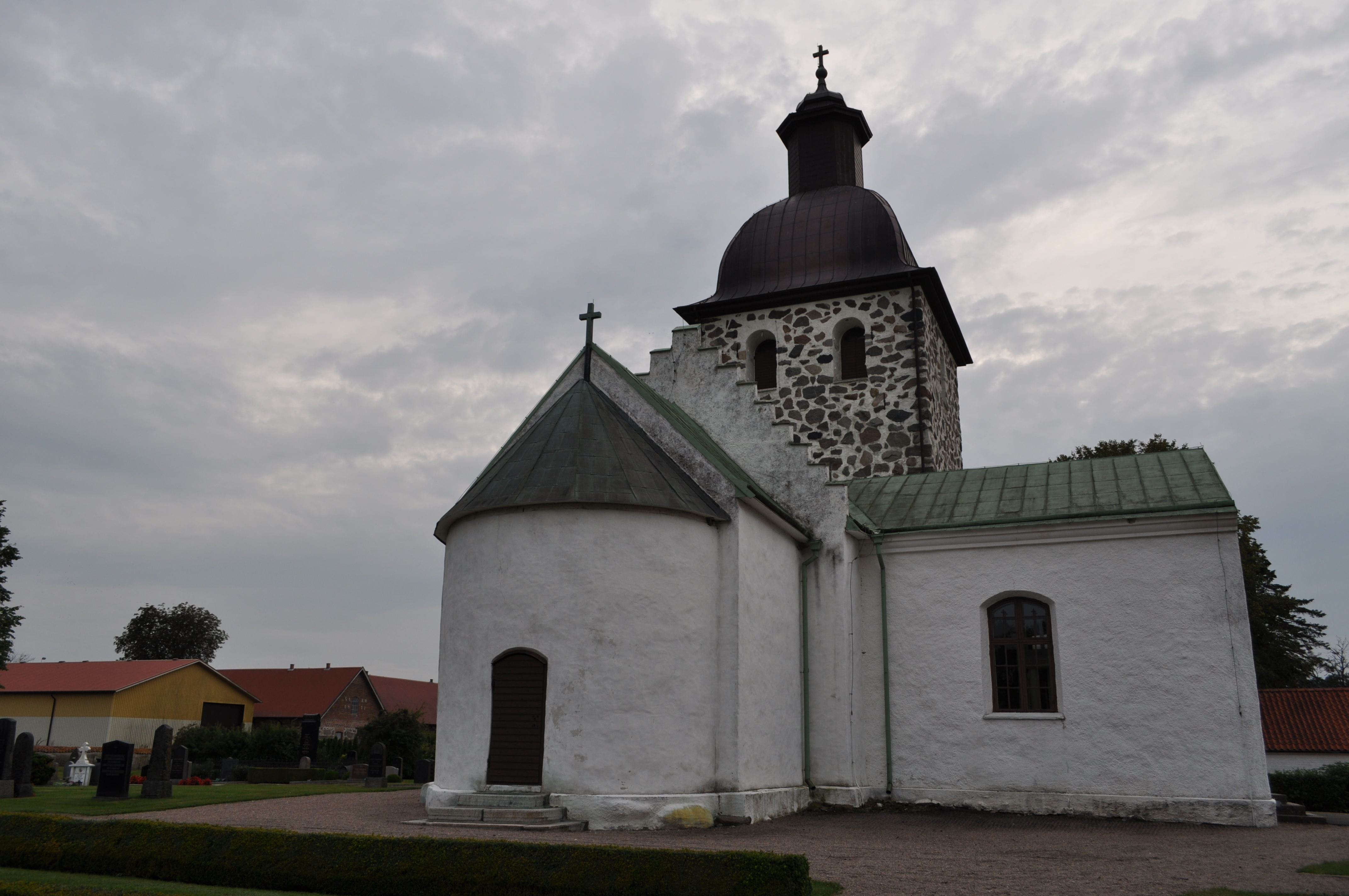
Gustav Adolfs kyrka 2010.

Den 4 maj 1940 återinvigdes kyrkan efter en omfattande restaurering, då bland annat kyrkans kalkmålningar togs fram igen. 1954 skedde en invändig restaurering med omfattande ommålning. En ny renovering av kyrkan gjordes 1974, liksom 1990, då det utfördes både utvändiga och invändiga arbeten.
2003 utsattes kyrkan för en anlagd brand i tornet. De skador som uppstod åtgärdades hösten 2004 - våren 2005.
2007–2008 skedde en ny omfattande inre renovering.

## Interiör
- Altare från 1690-talets första hälft.
- Altartavlan från 1796 är utförd av Pehr Hörberg. Den föreställer Kristus inför Pontius Pilatus. Över altaruppsatsen finns Carl XI:s namnskiffer.
- Den rikt snidade predikstolen med baldakin är från 1600-talet. Den är prydd med de fyra evangelisterna med sina respektive symboler.
- Dopfunten har medeltida ursprung. Den fick sin nuvarande placering 1971, då två bänkrader togs bort.
- Kalkmålningar i korvalvet och triumfbågen från omkring 1500 är utförda av Everlövsgruppen, även kallad Everlövsmästaren.[1][2]
- Ett gammalt senmedeltida triumfkrucifix sattes upp 18 juli 1934. Det hade då varit deponerat hos Kulturen i Lund sedan 1883.
- Bänkinredningen är från 1890-talet.
- I en monter förvaras ett exemplar av Karl XII:s bibel, första utgåvan 1703.
- Stora kyrkklockan är gjuten av Gehrard Meyer i Stockholm 1752 och den lilla omgöts av Abraham Palmberg i Kristianstad 1771.

### Orgel
- 1851 byggde Johan Magnus Blomqvist en orgel med 6 stämmor.
- 1902 byggde Åkerman & Lund, Stockholm en orgel med 6 stämmor. Den har en manual jämte bihangspedal och sex stämmor.
- Den nuvarande orgeln byggdes 1974 av A. Mårtenssons Orgelfabrik AB, Lund och är en mekanisk orgel. Den har 10 stämmor fördelade på två manualer och pedal. Orgeln är placerad på läktaren och invigdes 1 december 1974.

| Huvudverk I   | Svällverk II      | Pedal        | Koppel |
| Gedackt 8'    | Dulcianflöjt 8´   | Subbas 16´   | I/P    |
| Principal 4'  | Rörflöjt 4'       | Nachthorn 4' | II/P   |
| Waldflöjt 2'  | Principal 2'      |              | II/I   |
| Mixtur 3 chor | Nasat 1 1/3'      |              |        |
|               | Crescendosvällare |              |        |